# Cajamarcawaldsänger
Der Cajamarcawaldsänger (Basileuterus trifasciatus) ist ein kleiner Singvogel aus der Familie der Waldsänger (Parulidae).

## Merkmale
Cajamarcawaldsänger erreichen eine Körperlänge von 12 bis 13 Zentimetern. Die Flügellänge beträgt beim Männchen 5,4 bis 5,9 Zentimeter, beim Weibchen 5,5 Zentimeter. Adulte Cajamarcawaldsänger und Jungvögel ab dem ersten Jahr tragen ein olivgrünes Oberseitengefieder und ein gelbes Unterseitengefieder. Die Nominatform Basileuterus t. trifasciatus hat einen grauen Scheitelstreifen, schwarze Scheitelseitenstreifen und einen breiten grauweißen Superciliarstreifen, der bis in den Nacken verläuft. Der Mantel ist gräulich; das Kehl- und Brustgefieder hellgrau. Die Unterart Basileuterus t. nitidior unterscheidet sich von der Nominatform durch den im Prachtkleid oft vorhandenen gelben Scheitelstreifen und den weniger intensiv gefärbten, grauen Mantel.

## Verbreitungsgebiet

Verbreitungsgebiet des Cajamarcawaldsängers

Das Verbreitungsgebiet erstreckt sich von Ecuador bis nach Peru. Cajamarcawaldsänger bewohnen paarweise oder in kleinen Gruppen Regenwälder, Waldränder und Dickichte an Ufern in Höhen von 500 bis 2000 Metern.

## Unterarten
Es gibt zwei anerkannte Unterarten:
- Basileuterus trifasciatus trifasciatus Taczanowski, 1880 – Nordwestliches Peru (Von Piura bis La Libertad)
- Basileuterus trifasciatus nitidior Chapman, 1924 – Nordwesten von Peru und Südwesten von Ecuador (Von El Oro bis nach Loja)